# Ice Fantasy
Ice Fantasy (chinês simplificado: 幻城, pinyin: Huànchéng) é um drama televisivo chinês baseada no livro de Guo Jingming, City of Fantasy. O drama foi produzido por'Shanghai Youhug Media, dirigido por Ju Jue Liang e estrelado por Feng Shaofeng, Victoria Song, Ma Tianyu, e Zhang Meng. Foi ao ar em  24 de julho a 10 de novembro de 2016, contendo 62 episódios. Atualmente está no catálogo da Netflix.

## Enredo
Quando o segundo príncipe da tribo do fogo, Xin Jue (Jiang Chao), foi misteriosamente morto durante sua visita à Tribo do Gelo para a cerimônia de maioridade de Ka Suo, o Rei do Fogo Huo Yi (Hu Bing) usa isso como desculpa para iniciar uma segunda guerra entre a Tribo do Fogo e a Tribo do Gelo. Com seus pais capturados e irmãos mais velhos mortos, os dois Príncipes do Gelo Ka Suo (Feng Shaofeng) e Ying Kong Shi (Ma Tianyu) fogem para o mundo dos mortais e buscam ajuda do guardião Li Luo (Victoria Song) para ajudar a obter cristais de gelo. de seis tribos para restaurar a Muralha de Gelo, para que a Tribo do Gelo possa ser salva.
Depois que a Tribo do Fogo foi derrotada com a Deicide Sword, Ka Suo relutantemente luta com seu irmão pelo trono, mas ele não quer nada mais do que a liberdade de estar com seu amante Li Luo. Ying Kong Shi faz de tudo para tirar o trono de Ka Suo, para garantir que Ka Suo tenha sua liberdade, enquanto Yan Da (Zhang Meng), a Princesa do Fogo, está disposta a desistir de tudo por Shi. Então, os entes queridos de Ka Suo morrem um por um sob as conspirações de Yuan Ji (Yan Yikuan) e Lian Ji (Kim Hee-sol), e ele está determinado a encontrar o lendário "lótus velado". Uma guerra entre o Ice e Fire Tribe começa novamente, com Li Tian Jin se juntando à Tribo do Fogo para se vingar de Ka Suo.

## Elenco
- Feng Shaofeng como Ka Suo (卡索)
- Victoria Song como Li Luo (梨落) / Li Jing (离镜)
- Ma Tianyu como Ying Kong Shi (樱空释) / Sword Spirit Shi (剑灵释) / Li Tian Jin (罹天燼)
- Zhang Meng como Yan Da (艳炟)
- Madina Memet como Lan Shang (岚裳)
- Kim Hee-sun como Lian Ji (莲姬)
- Cheng Pei-pei como Feng Tian (封天)

## Trilha sonora
1. Shouldn't (不該)"	Jay Chou e A-mei
2. Bottom of Heart (心底) - Cindy Yen
3. Daydream (梦话)"	A-Lin
4. Love Will Be Restored (爱会还原) - Ye Huaipei
5. Falling Pears (梨落) - Cindy Yen (version 1), Victoria Song (version 2)
6. Love Like Cherry Blossoms (爱如樱) - Huang Yuxun (version 1), Ma Tianyu (version 2)
7. I Won't Let Go (我不放手) - Yu Ziqin (version 1), Zhang Meng (version 2)
8. Fish on the Other Shore (彼岸鱼)	- [[Xian Peijin
9. Death of the Premature Lotus (莲殇) - Kelly Yu
10. "No Regrets (无悔) - Celeste Syn

## Prêmios e indicações
| Ano  | Prêmio                    | Categoria                                                  | Nomeado       | Resultado | Ref.  |
| ---- | ------------------------- | ---------------------------------------------------------- | ------------- | --------- | ----- |
| 2017 | Sina’s Weibo Awards Night | Drama de televisão mais discutido (微博年度最具话题电视剧) |               | Venceu    | [ 2 ] |
| 2017 | 8th China TV Drama Awards | Prêmio de atriz popular                                    | Victoria Song | Venceu    | [ 3 ] |